# Estação D. João II

A Estação D. João II é uma estação do Metro do Porto, tendo sido até Outubro de 2011 estação terminal da Linha Amarela.